# 矫大羽
矫大羽（英語：Kiu Tai Yu, 1946年7月26日—2020年2月17日）是一位中国钟表匠、收藏家。

## 生平
1946年出生于江苏省苏州市一个艺术家庭，1958年开始接触机械钟表，1970年因能独立制造机械手表，被从苏州开关厂调往苏州手表厂，1980年携家人移居香港。后在香港中环成立自己工作室“天仪轩”。1991年7月制作出亚洲首枚陀飞轮手表。晚年热衷于收集、鉴定各类古董钟表。2007年5月因急性脑溢血造成瘫痪，语言能力衰退。
2020年2月17日在香港逝世，享年74岁。

## 家庭
父亲矫毅是西泠印社成员，母亲擅长书法，妹妹擅长雕刻。妻子林圣娘是印尼华侨。

## 荣誉
1992年被选为瑞士独立制表人学会成员。